# Synnøve Karlsen
Synnøve Karlsen est une actrice britannique née le 30 juillet 1996. Elle est connue pour son rôle de Clarice Orsini dans la série Les Médicis.

## Biographie
Synnøve Karlsen est née le 30 juillet 1996 à Glasgow en Écosse. Elle a trois grands frères et grandit près de Glasgow à Helensburgh. Sa tante et son oncle sont Elizabeth Karlsen et Stephen Woolley, producteurs de films.
Après l'école, l'actrice est allée à la Guildhall Drama School à Londres. Alors qu'elle était étudiante, elle a chanté A Case of You de Joni Mitchell lors du mariage de son frère. Elle a ensuite été repérée et reçu un message Facebook de la directrice de casting Jane Ripley.
Sa première audition était pour la série BBC Clique.

## Carrière
Synnøve Karlsen obtient son premier rôle en 2017 dans série BBC Clique. Elle joue le rôle de Holly McStay.
En 2017, elle apparaît dans le court métrage V, dans lequel elle interprète Minnie, une vampire de 16 ans reconsidérant ses relations passées.
En 2018, elle apparaît dans le court métrage de Johnny Kenton, Dead Birds, dans lequel elle interprète Rose, aux côtés de Tara Fitzgerald, Shannon Tarbet et Luke Newberry.
En 2018, à 22 ans, l'actrice rejoint la série Les Médicis, dans laquelle elle joue le rôle de Clarice Orsini, épouse de Lorenzo de Medici, interprété par Daniel Sharman. Synnøve Karlsen joue dans  la deuxième et la troisième saison de la série, aux côtés de Sarah Parish, Daniel Sharman, Bradley James, Alessandra Mastronardi, ou encore Sean Bean.
Synnøve Karlsen interprète Jocasta dans le film d'horreur d'Edgar Wright Last Night in Soho, aux côtés de Anya Taylor-Joy, Matt Smith, Thomasin McKenzie, Dianna Rigg, Terence Stamp, et Rita Tushingham. La date de sortie du film est prévue pour le 23 avril 2021 aux États-Unis et le 28 avril 2021 en France.

## Filmographie

### Séries télévisées
- 2017 - 2018 : Clique : Holly McStay
- 2018 - 2019 : Les Médicis : Clarice Orsini
- 2022 : Le village des damnés (série) : Cassie Stone
- 2023 : Bodies : Polly Hillinghead, jeune

### Cinéma
- 2021 : Last Night in Soho : Jocasta

### Courts métrages
- 2017 : V : Minnie
- 2018 : Dead Birds : Rose